# Time Bokan 24
Time Bokan 24 (タイムボカン24?, Taimu Bokan 24) è un anime coprodotto da Tatsunoko e Level-5 appartenente alla serie Time Bokan, trasmesso in Giappone dal 1º ottobre 2016. Ne ha fatto seguito una seconda serie intitolata Time Bokan The Three Bad Guys of Counterattack e trasmessa dal 7 ottobre 2017.

## Personaggi
Tokio (トキオ?)
Doppiato da: Akihisa Wakayama
Calen (?, Karen)
Doppiata da: Akari Kitō
Picobo (ピコボー?, Pikobō)
Doppiato da: Rikako Aikawa
Peralino (ペラリーノ?, Perarīno)
Doppiato da: Takeshi Maeda
Bimajo (ビマージョ?, Bimājo)
Doppiata da: Eri Kitamura
Tsubuyakky (ツブヤッキー?, Tsubuyakkī)
Doppiato da: Hiroaki Hirata
Suzukky (?, Suzukkī)
Doppiato da: Kenta Miyake
Oyadarma (?, Oyadāma)
Doppiato da: Hirohito Hori

Mirei ()
Doppiato da: Yūko Minaguchi

## EpisodiTime Bokan 24
| Nº | Giapponese 「Kanji」 - Rōmaji                               | In onda          | In onda |
| Nº | Giapponese 「Kanji」 - Rōmaji                               | Giapponese       |         |
| 1  | 「クレオパトラはクレ夫とパトラという漫才コンビだった!」     | 1º ottobre 2016  |         |
| 2  | 「ライト兄弟はひとりっ子だった!」                           | 8 ottobre 2016   |         |
| 3  | 「桃太郎は鬼よりも鬼だった!」                               | 15 ottobre 2016  |         |
| 4  | 「恐竜は人間のペットだった!」                               | 22 ottobre 2016  |         |
| 5  | 「ハロウィンのトリック・オア・トリートは鳥取or島根だった!」 | 29 ottobre 2016  |         |
| 6  | 「渋谷のハチ公は蜂だった!」                                 | 5 novembre 2016  |         |
| 7  | 「コロンブスが発見したのは新大陸ではなく新体操だった!」     | 12 novembre 2016 |         |
| 8  | 「シートンの動物記はドーナツ記だった!」                     | 19 novembre 2016 |         |
| 9  | 「ガガーリンの名言は「地球は○○」だった!」                   | 26 novembre 2016 |         |
| 10 | 「戦国時代の国盗り合戦は○○合戦だった!」                     | 3 dicembre 2016  |         |
| 11 | 「鉄砲伝来は○○伝来だった!」                                 | 10 dicembre 2016 |         |
| 12 | 「ジャンヌ・ダルクは初代○○だった!」                         | 17 dicembre 2016 |         |
| 13 | 「サンタクロースは○○だった!」                               | 24 dicembre 2016 |         |
| 14 | 「忍者 服部半蔵は○○だった!」                                | 7 gennaio 2017   |         |
| 15 | 「ピタゴラスは○○の天才だった!」                             | 14 gennaio 2017  |         |
| 16 | 「ガリレオ・ガリレイは○○だった!」                           | 21 gennaio 2017  |         |
| 17 | 「三蔵法師が目指したのは世界一の○○だった!」                 | 28 gennaio 2017  |         |
| 18 | 「ナスカの地上絵は〇〇だった!」                             | 4 febbraio 2017  |         |
| 19 | 「紫式部は〇〇だった!」                                     | 11 febbraio 2017 |         |
| 20 | 「新撰組は人〇〇集団だった!」                               | 18 febbraio 2017 |         |
| 21 | 「ヴェルサイユ宮殿は○○センターだった!」                     | 25 febbraio 2017 |         |
| 22 | 「アメリカの月面着陸はヤラセだった!!」                      | 4 marzo 2017     |         |
| 23 | 「ナイチンゲールは白衣の○○だった!」                         | 11 marzo 2017    |         |
| 24 | 「天才ダ・ヴィンチが最終回だった!」                         | 18 marzo 2017    |         |

## EpisodiTime Bokan The Three Bad Guys of Counterattack
| Nº | Giapponese 「Kanji」 - Rōmaji                                                                   | In onda          | In onda |
| Nº | Giapponese 「Kanji」 - Rōmaji                                                                   | Giapponese       |         |
| 1  | 「天才発明家エジソンと日本のビックリドッキリな関係とは!?」                                      | 7 ottobre 2017   |         |
| 2  | 「野球の神ベーブルースがやろうとしていたビックリドッキリな仕事とは!?」                          | 14 ottobre 2017  |         |
| 3  | 「幕末の風雲児坂本龍馬が日本で初めて行ったビックリドッキリなこととは!?」                        | 21 ottobre 2017  |         |
| 4  | 「ホームズを生んだコナン・ドイルが夢中になっていたビックリドッキリなこととは!?」                | 28 ottobre 2017  |         |
| 5  | 「文豪夏目漱石が夢中だったビックリドッキリな食べ物とは!?」                                      | 4 novembre 2017  |         |
| 6  | 「世界的なヒロイン人魚姫にあなたもなれるビックリドッキリな方法とは?」                           | 11 novembre 2017 |         |
| 7  | 「将軍は貯金好き!徳川家康のビックリドッキリな節約術とは!?」                                     | 18 novembre 2017 |         |
| 8  | 「今でもマネできる!楊貴妃のビックリドッキリな美容法とは!?」                                     | 25 novembre 2017 |         |
| 9  | 「水戸黄門と日本テレビ水卜アナのビックリドッキリな関係とは!?」                                  | 2 dicembre 2017  |         |
| 10 | 「空海が探し当てた日本各地のビックリドッキリなお宝とは!?」                                      | 9 dicembre 2017  |         |
| 11 | 「3時間しか寝ないというナポレオンもビックリドッキリな安眠法とは!?」                             | 16 dicembre 2017 |         |
| 12 | 「福澤アナまた見参!自由の女神ウルトラクイズ!」                                                  | 23 dicembre 2017 |         |
| 13 | 「日本が世界に誇る浮世絵師葛飾北斎が93回も引っ越したビックリドッキリな理由とは!?」              | 6 gennaio 2018   |         |
| 14 | 「発明家平賀源内が考えた、今でもみんなが知ってるビックリドッキリなキャッチコピーとは!?」        | 13 gennaio 2018  |         |
| 15 | 「学問の神様菅原道真のビックリドッキリな天才伝説とは!?」                                        | 29 gennaio 2018  |         |
| 16 | 「ベートーヴェンの肖像画が怖い顔になっているビックリドッキリな理由とは!?」                      | 27 gennaio 2018  |         |
| 17 | 「明治維新の立役者西郷隆盛が犬を連れていたビックリドッキリな理由とは!?」                        | 3 febbraio 2018  |         |
| 18 | 「春日局は裏切り者の娘だった!大奥の頂点にのぼりつめたビックリドッキリな理由とは!?」             | 10 febbraio 2018 |         |
| 19 | 「イモトが偉人!?珍獣ハンターイモトアヤコのビックリドッキリな悩みとは!?」                        | 17 febbraio 2018 |         |
| 20 | 「電話を発明したグラハム・ベル!電話の誕生をめぐるビックリドッキリな争いとは!?」                 | 24 febbraio 2018 |         |
| 21 | 「松尾芭蕉はニンジャだった!?おくのほそ道のビックリドッキリな旅の真相とは!?」                    | 3 marzo 2018     |         |
| 22 | 「脱獄不可能なアルカトラズ刑務所!脱獄させないための超しょーもないビックリドッキリな作戦とは!?」 | 10 marzo 2018    |         |
| 23 | 「源平合戦で活躍!源義経が弁慶に打ち勝ったビックリドッキリな理由とは!?」                         | 17 marzo 2018    |         |
| 24 | 「あの聖徳太子が決める格付けランキング「ボ冠位十二階」!そしてビマージョの行方は!?」             | 24 marzo 2018    |         |